# Hikaru Iwasaki

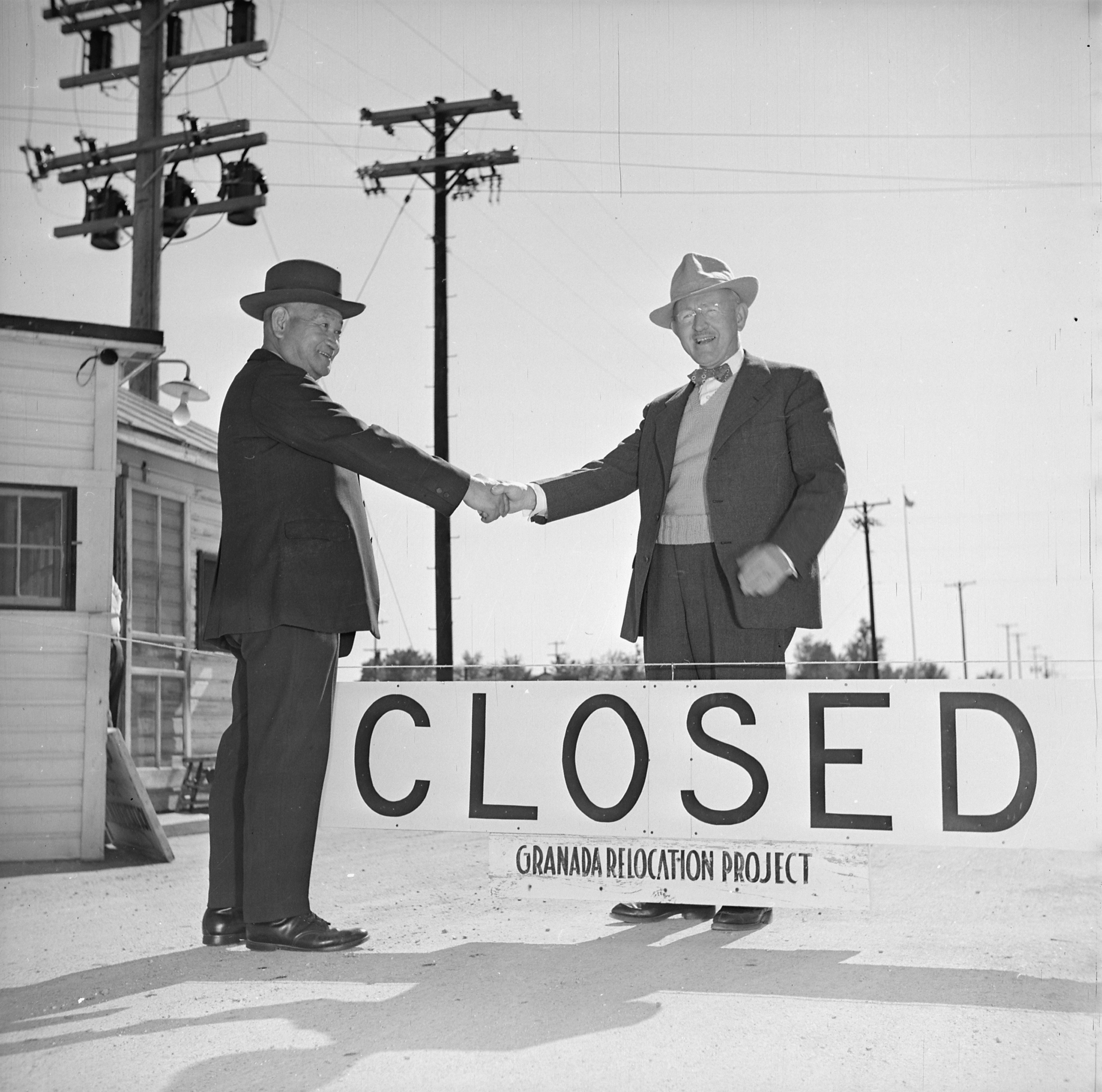
Hikaru Iwasaki: Shuiči Jamamoto, poslední evakuovaný, opouští kemp Amache, Granada Relocation Center, Colorado, 15. října 1945

Hikaru Carl Iwasaki (1924 – 15. září 2016) byl americký fotograf. Jako mladistvý byl během druhé světové války do amerického internačního tábora. Přispíval do časopisů Time, Life a Sports Illustrated, fotografoval politiky a sportovní celebrity. Fotografoval i „obyčejné“ Američany japonského původu kteří byli v průběhu války internováni v táborech.
Fotografoval v táborech jako byly například Granada Relocation Center v Amache, Heart Mountain Relocation Center, Heart Mountain, Wyoming nebo Jerome Relocation Center, Denson, Arkansas. Na pořizování obrazové dokumentace ze života lidí v internačních táborech se podílela řada významných fotografů, jako například Dorothea Lange, Clem Albers, Tom Parker nebo Charles E. Mace.

## Život a dílo
Pracoval pro společnost War Relocation Authority, což byl orgán odpovědný za internaci a stěhování japonských Američanů během druhé světové války. Konkrétně jej najala WRA Photographic Section (WRAPS), pro kterou pořídil více než 1300 fotografií. Většina jeho tvorby z let 1943–1945 se soustředila na japonské Američany a Japonce, kteří byli umístěni v deseti stálých táborech, včetně Tule Lake, Poston, Topaz, Gila River a Minidoka. Konkrétně pracoval v táborech Heart Mountain Relocation Center, Heart Mountain, Wyoming a centru Granada Relocation Center, Amache, Colorado.
Kromě všedního života v kempech zachytil také jejich zavírání a odchod posledního evakuovaného Japonce v roce 1945. Po válce se živil jako profesionální fotograf, pracoval pro magazíny Life, Sports Illustrated a Time Magazine. V roce 2012 byl posledním žijícím fotografem WRAPS.
Několik stovek jeho negativů je spravováno v archivu National Archives and Records Administration, spadají do kategorie public domain a jsou k dispozici na úložišti obrázků Wikimedia Commons.

## Technika
Jako většina fotožurnalistů své doby používal fotoaparát formátu 4"x5". Nejpopulárnějším typem byl Speed Graphic, který byl vybaven dálkoměrem, hledáčkem a někdy také rychlým měničem filmu.

## Galerie

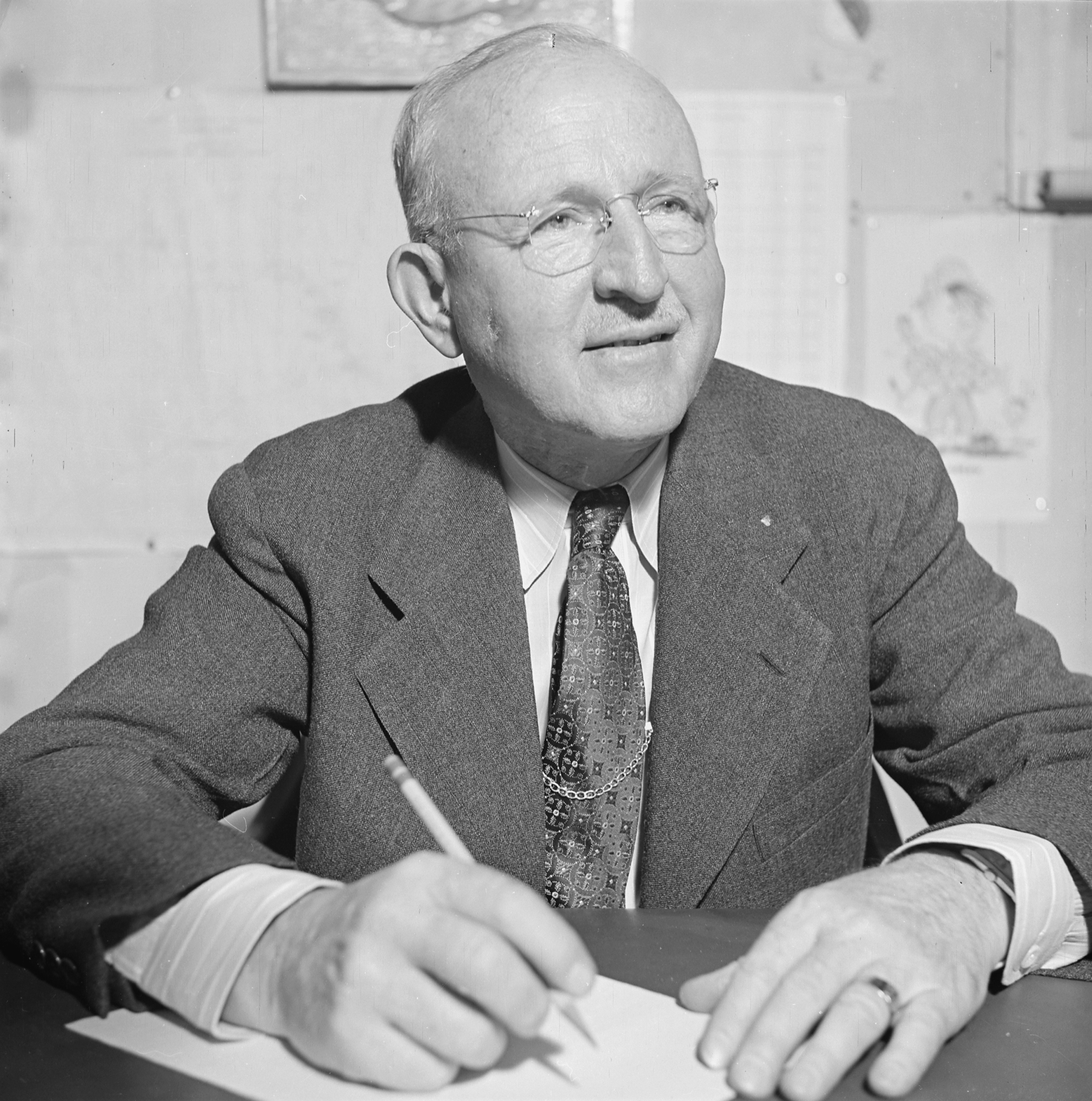
Relokační centrum Granada, Amache, Colorado, ředitel projektu James G. Lindley
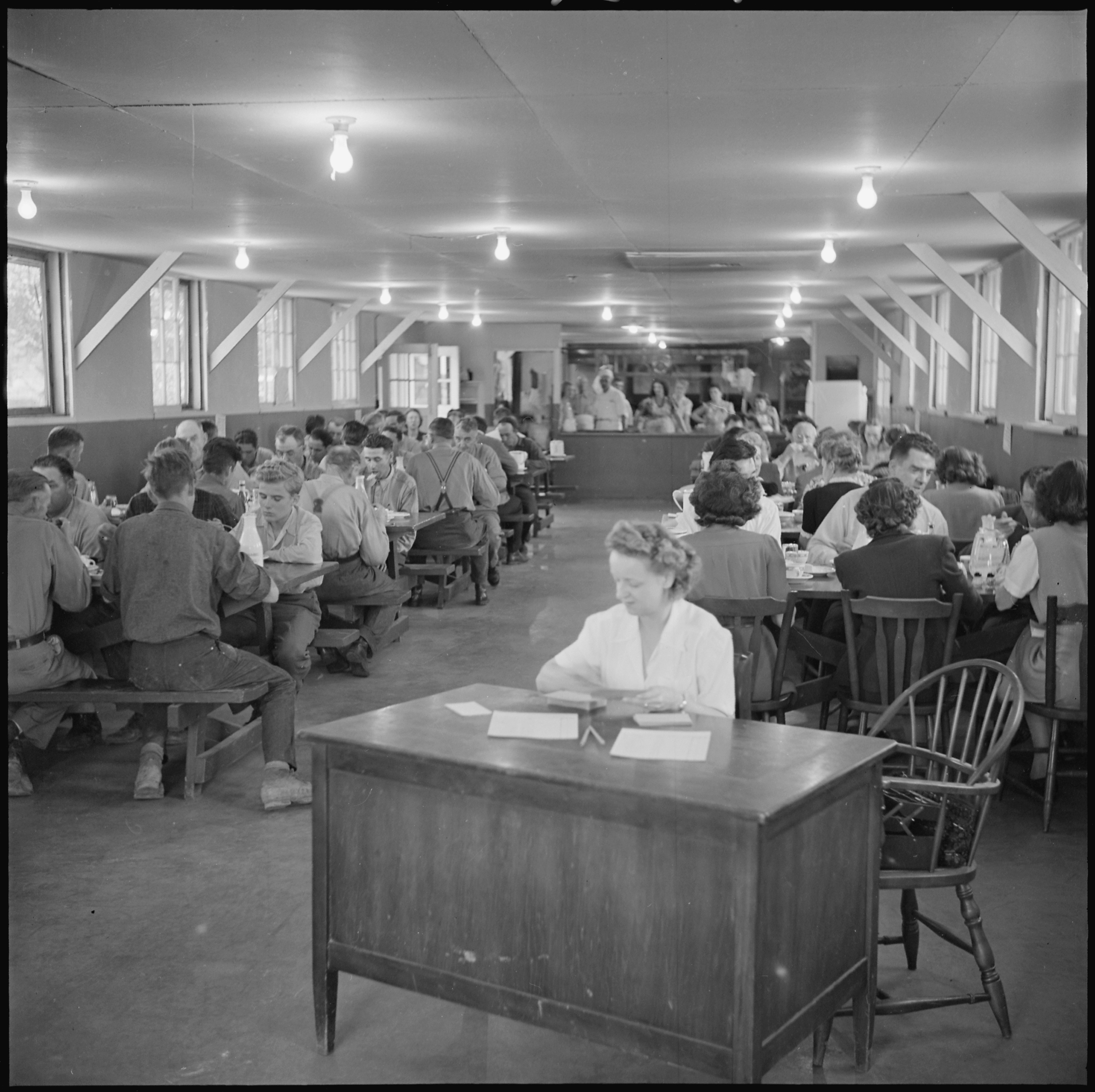
Relokační centrum Granada, Amache, Colorado
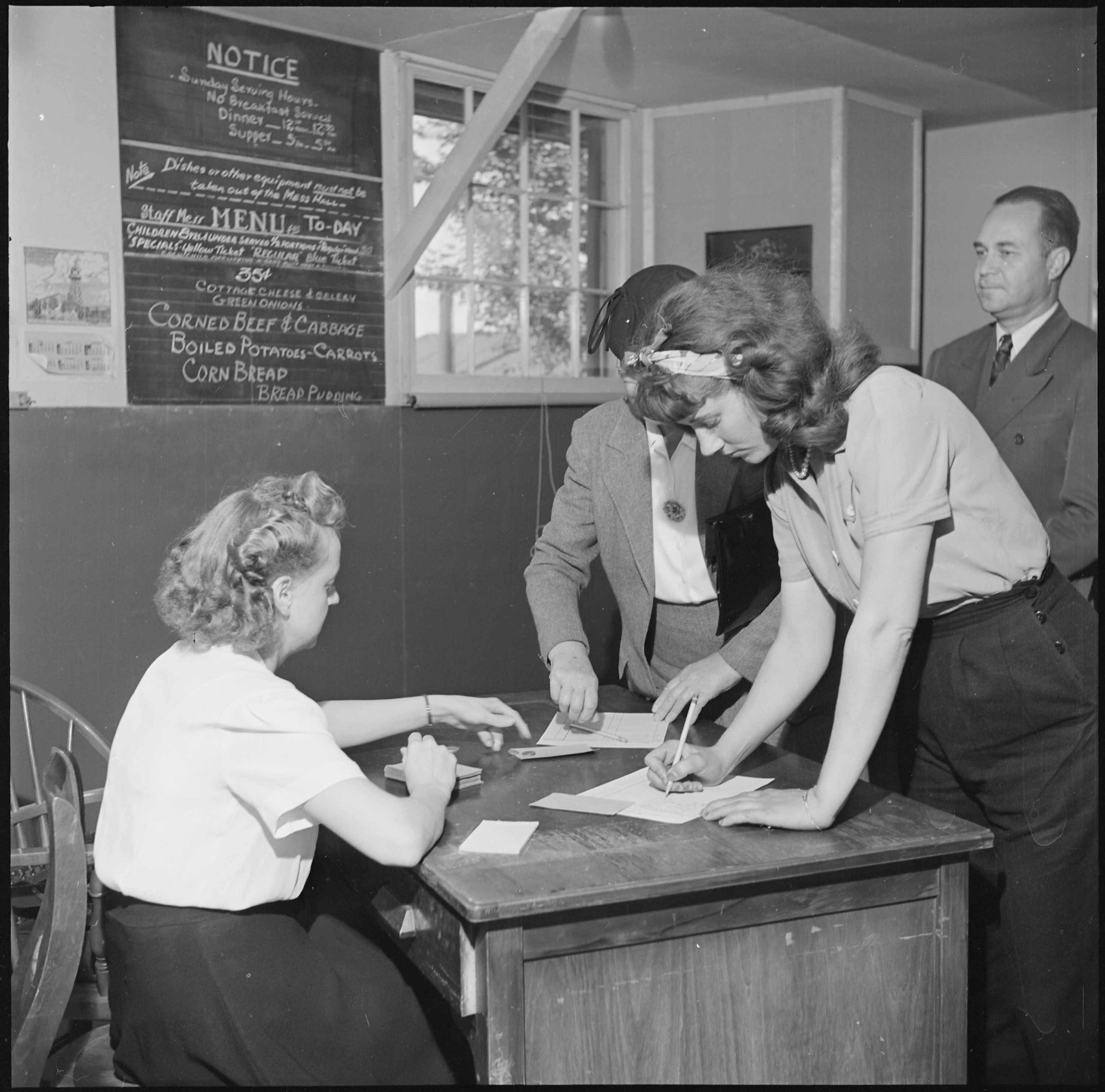
Relokační centrum Granada, Amache, Colorado
Relokační centrum Granada, Amache, Colorado
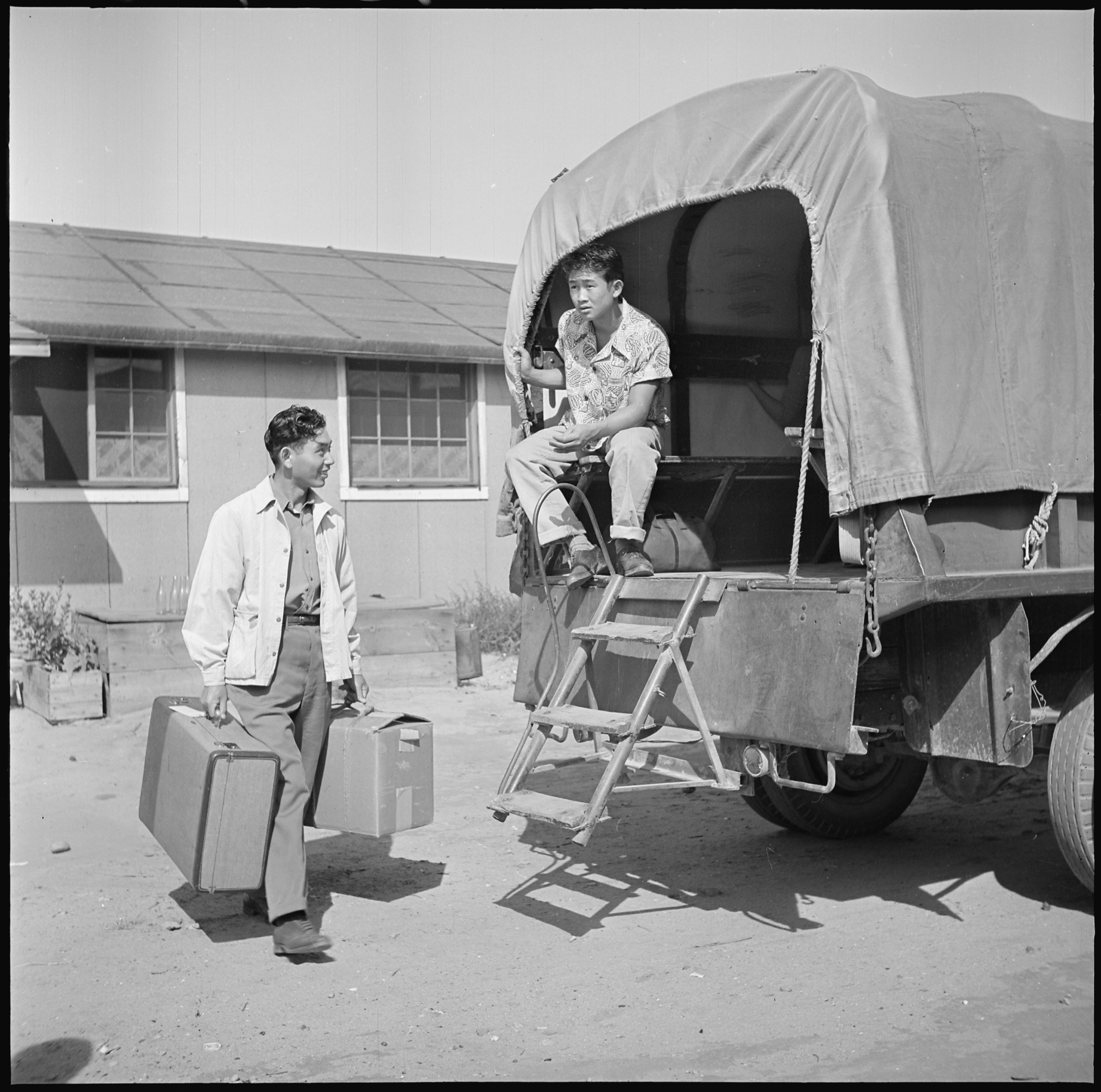
Relokační centrum Granada, Amache, Colorado
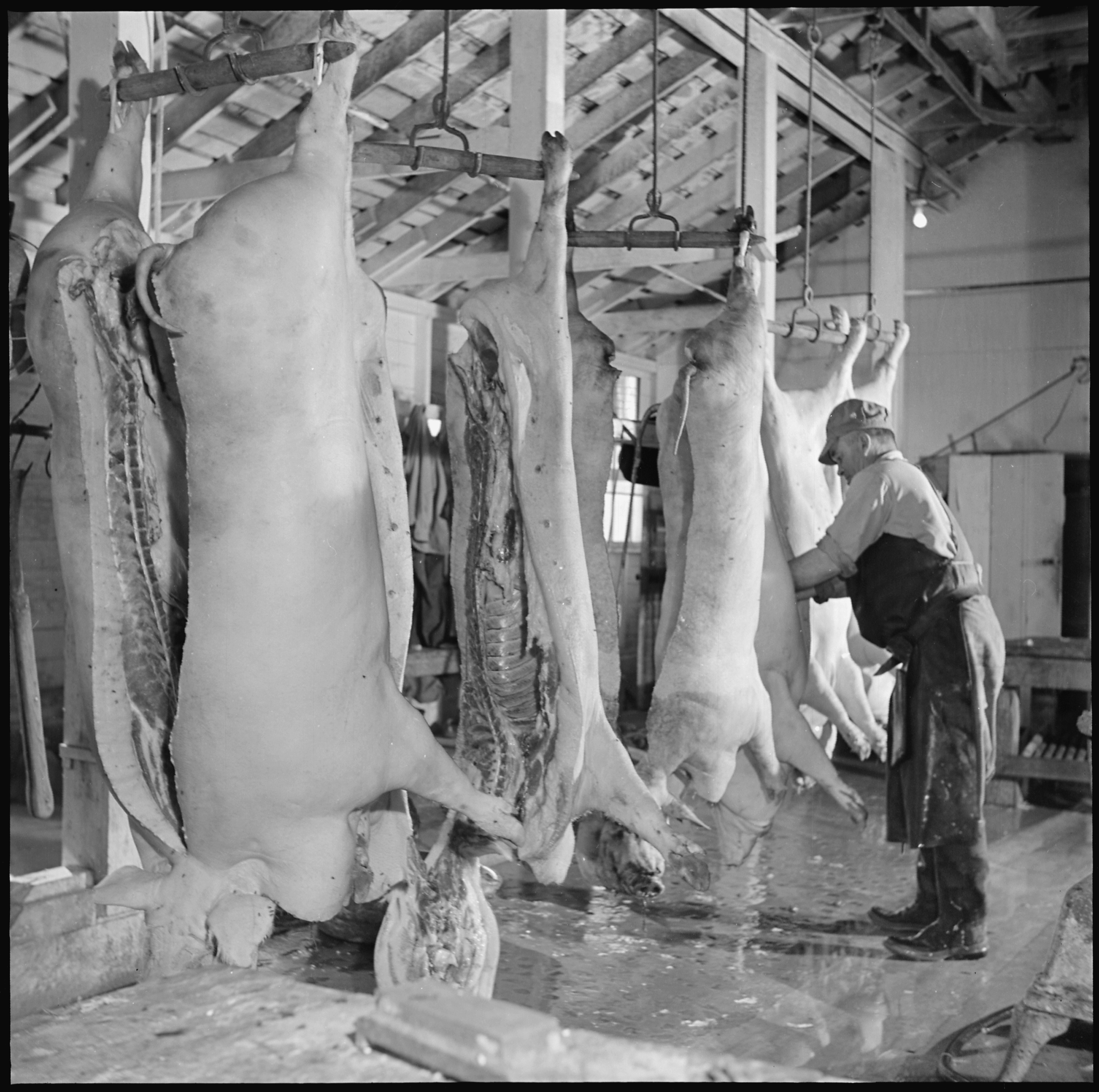
Relokační centrum Granada, Amache, Colorado
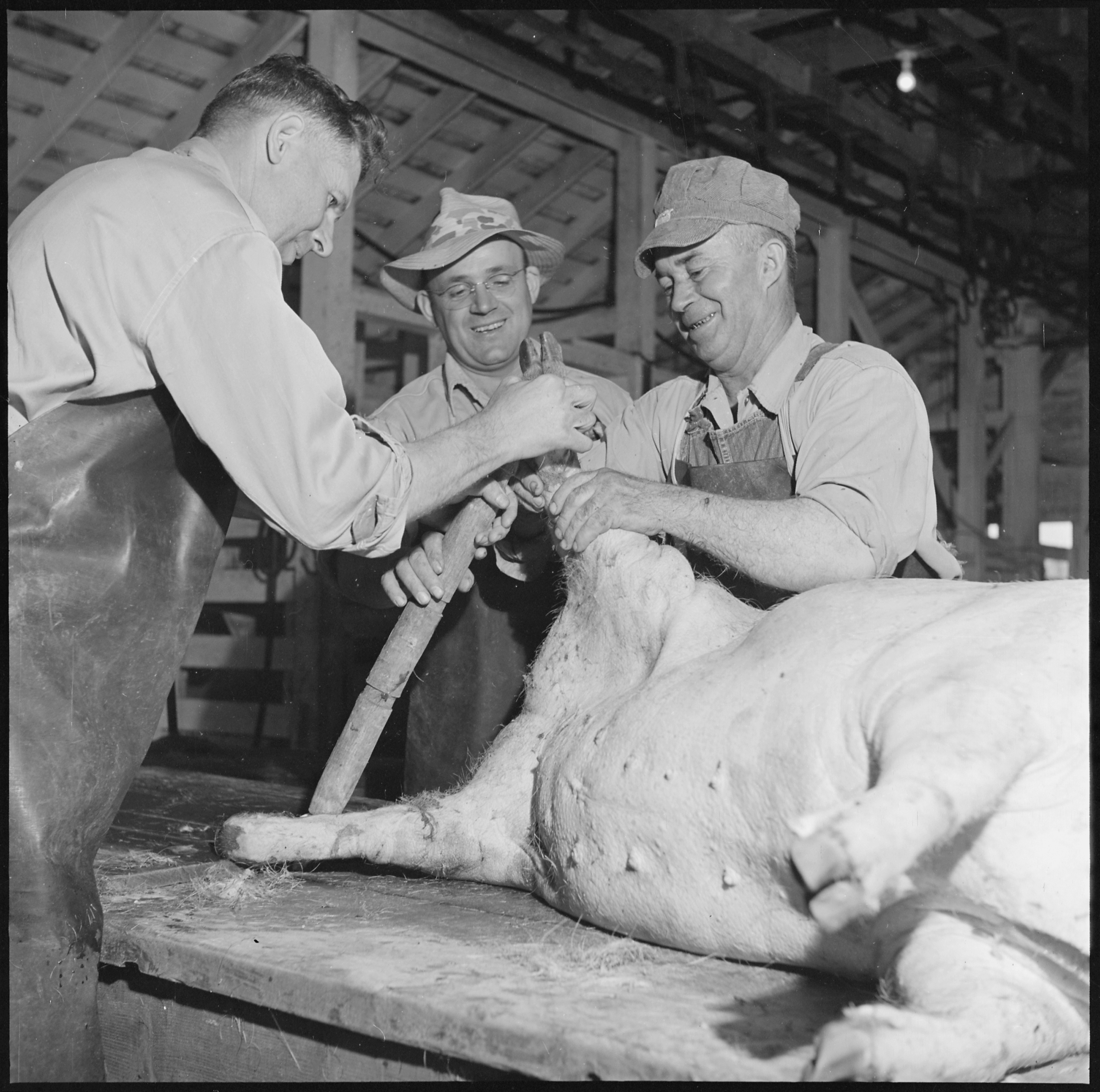
Relokační centrum Granada, Amache, Colorado
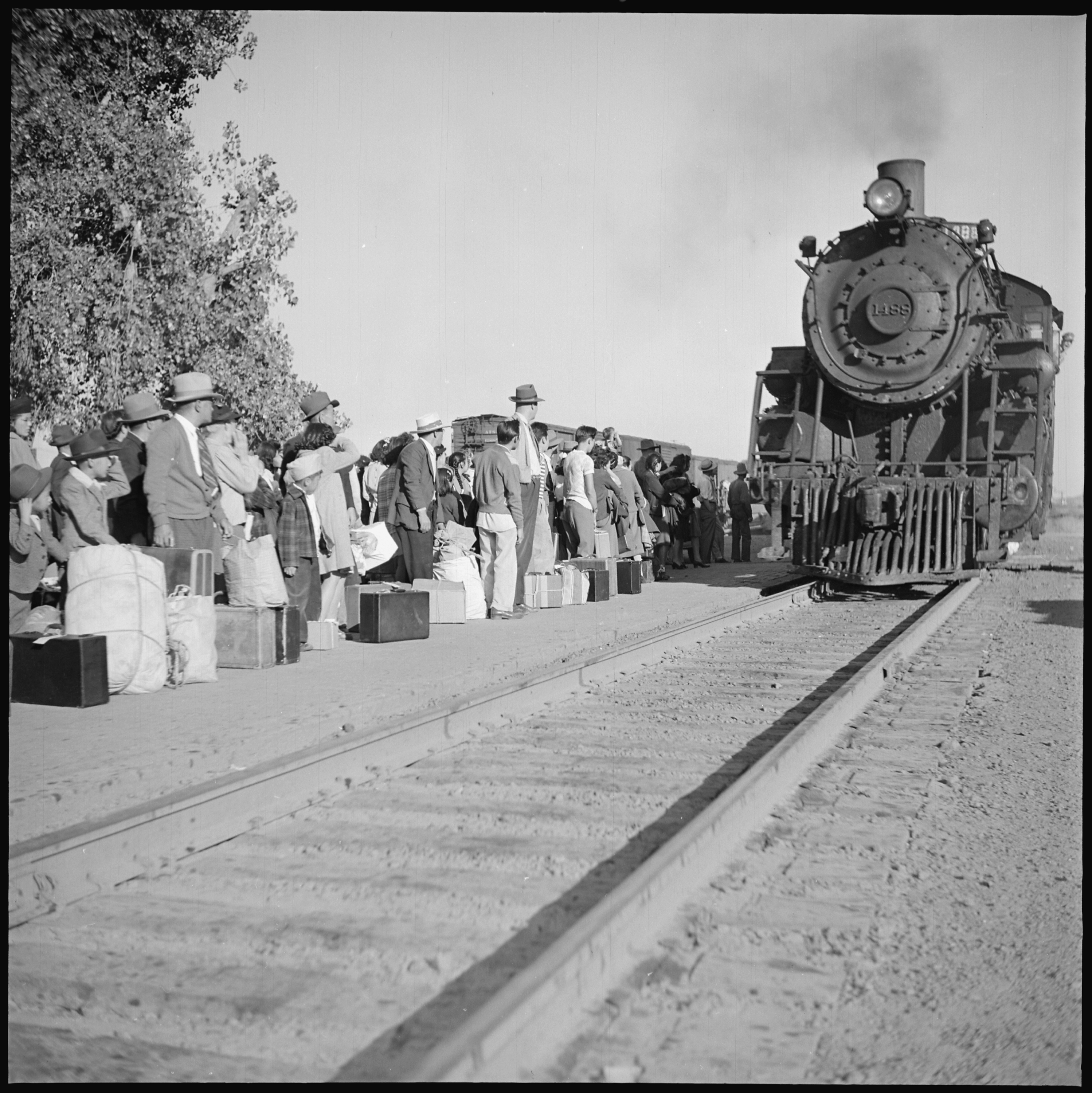
Relokační centrum Granada, Amache, Colorado
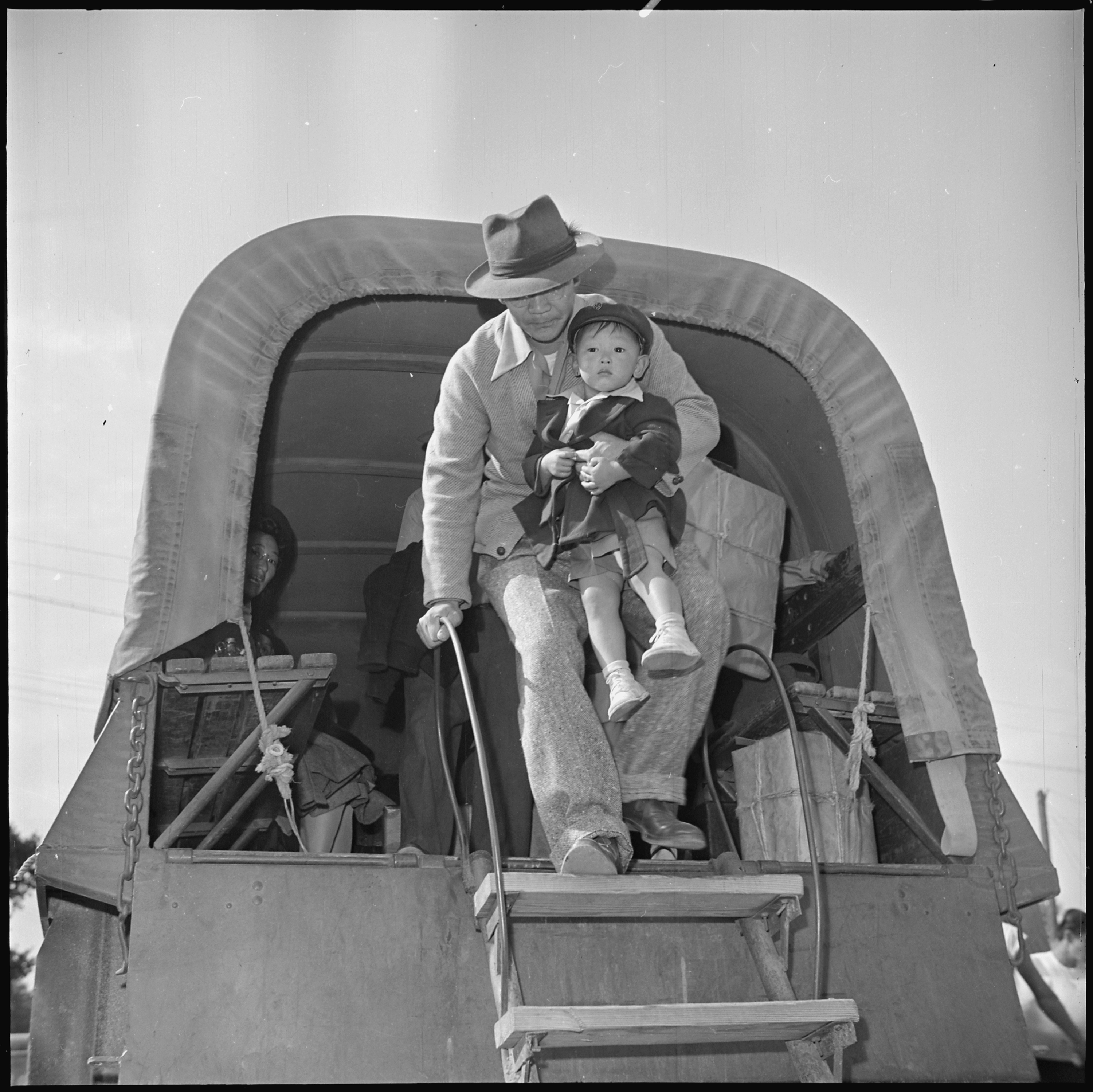
Relokační centrum Granada, Amache, Colorado
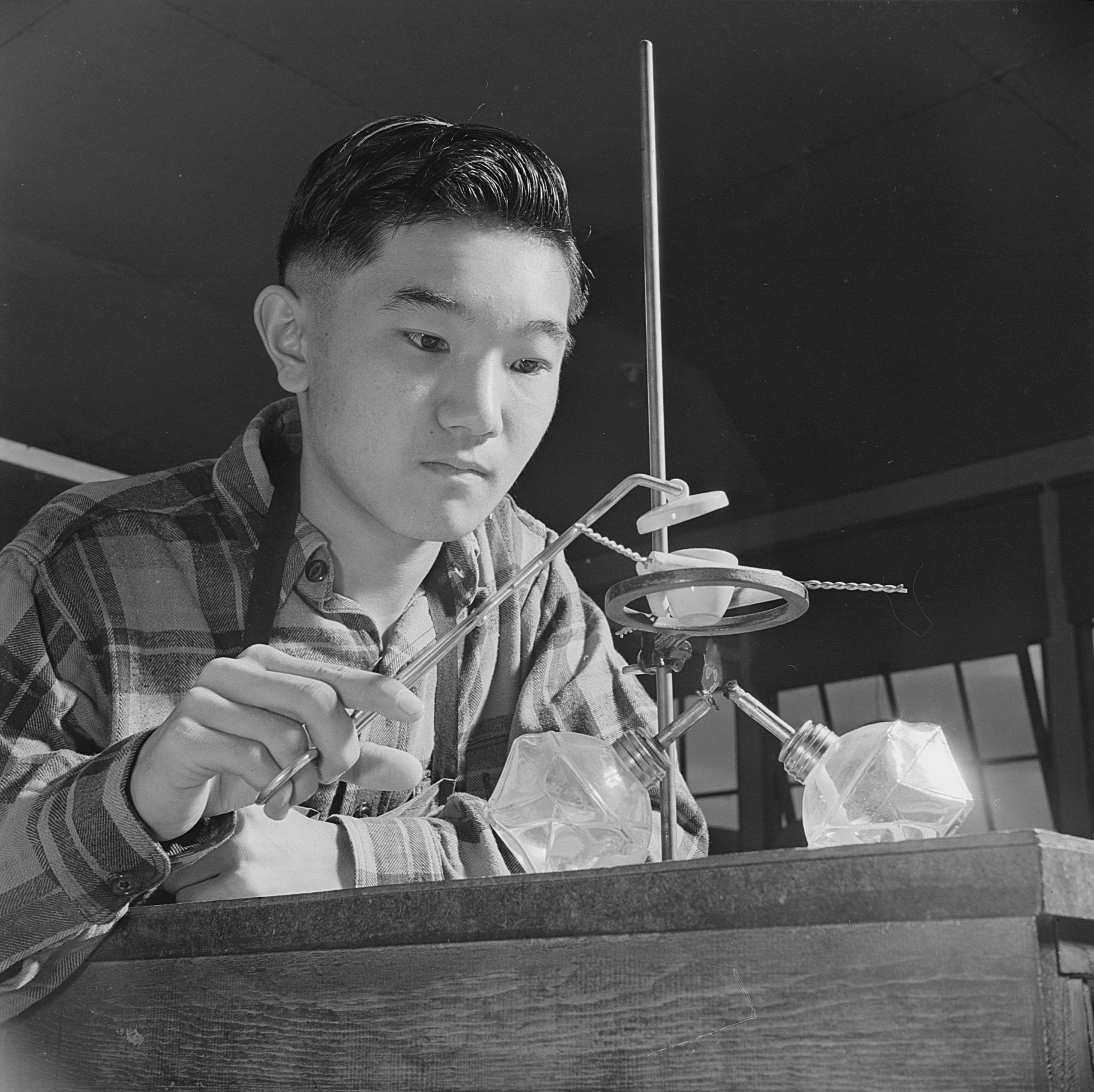
Granada
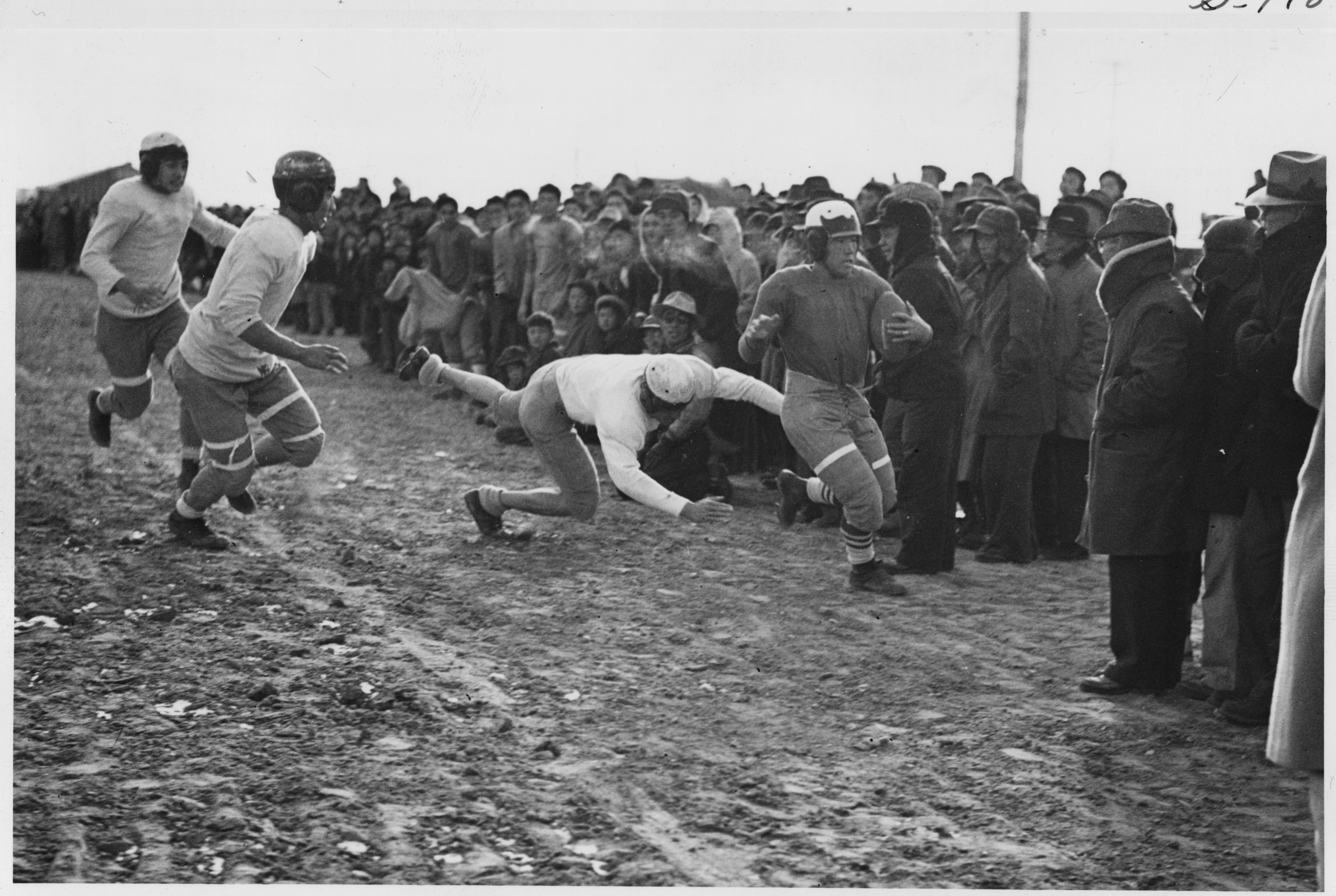
Relokační centrum Heart Mountain, Heart Mountain, Wyoming
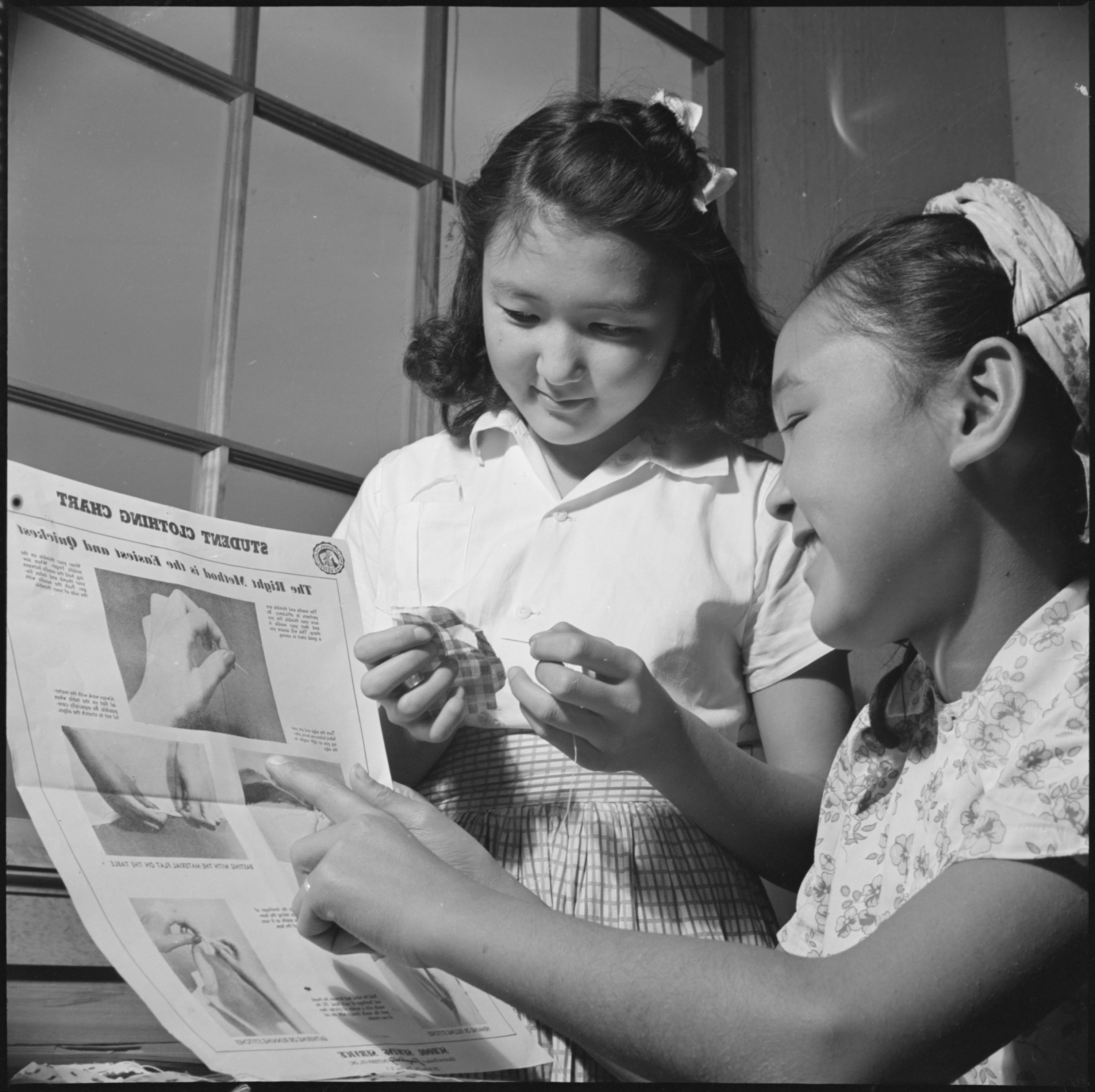
Relokační centrum Heart Mountain, Heart Mountain, Wyoming
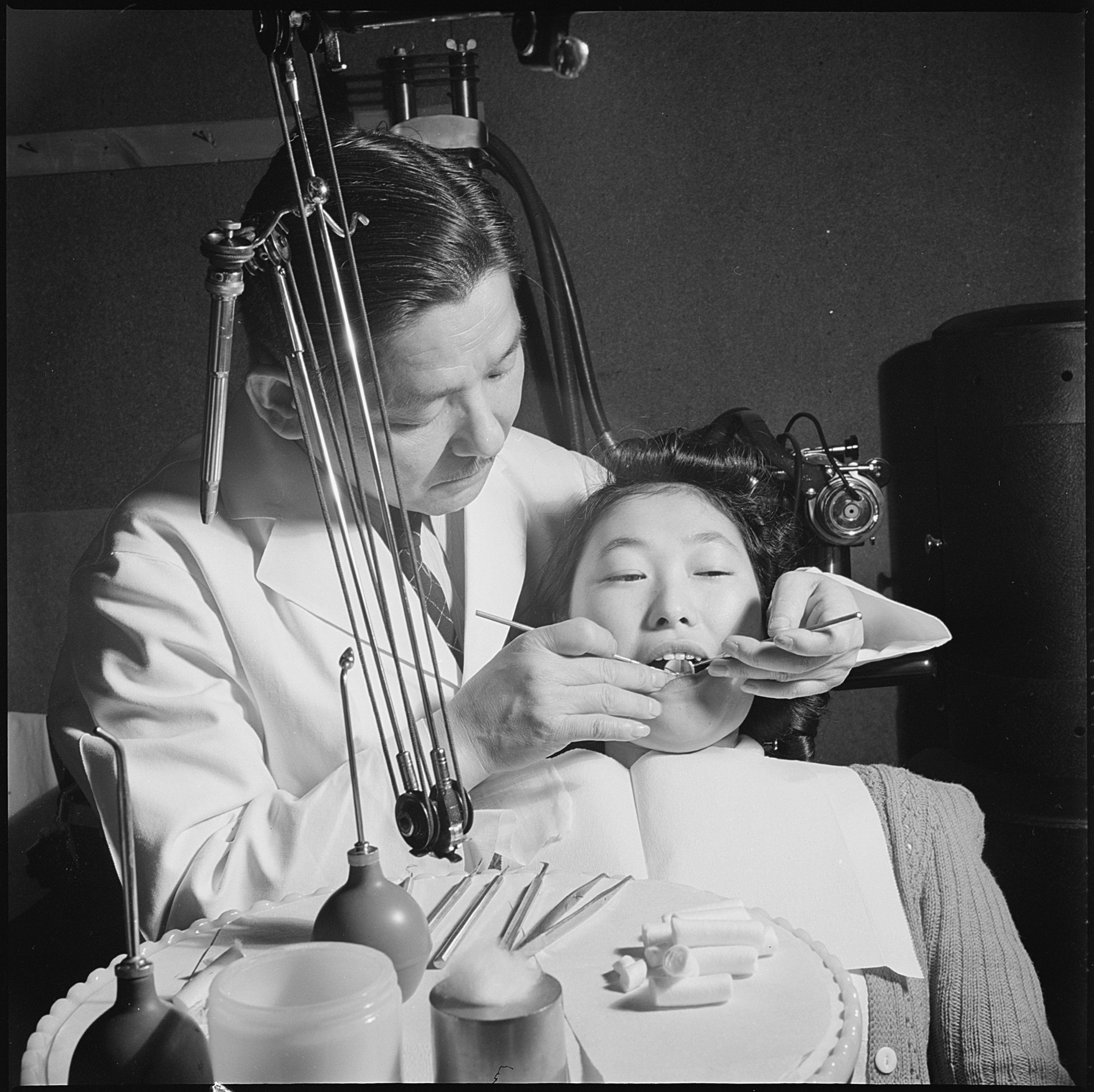
Relokační centrum Heart Mountain, Heart Mountain, Wyoming
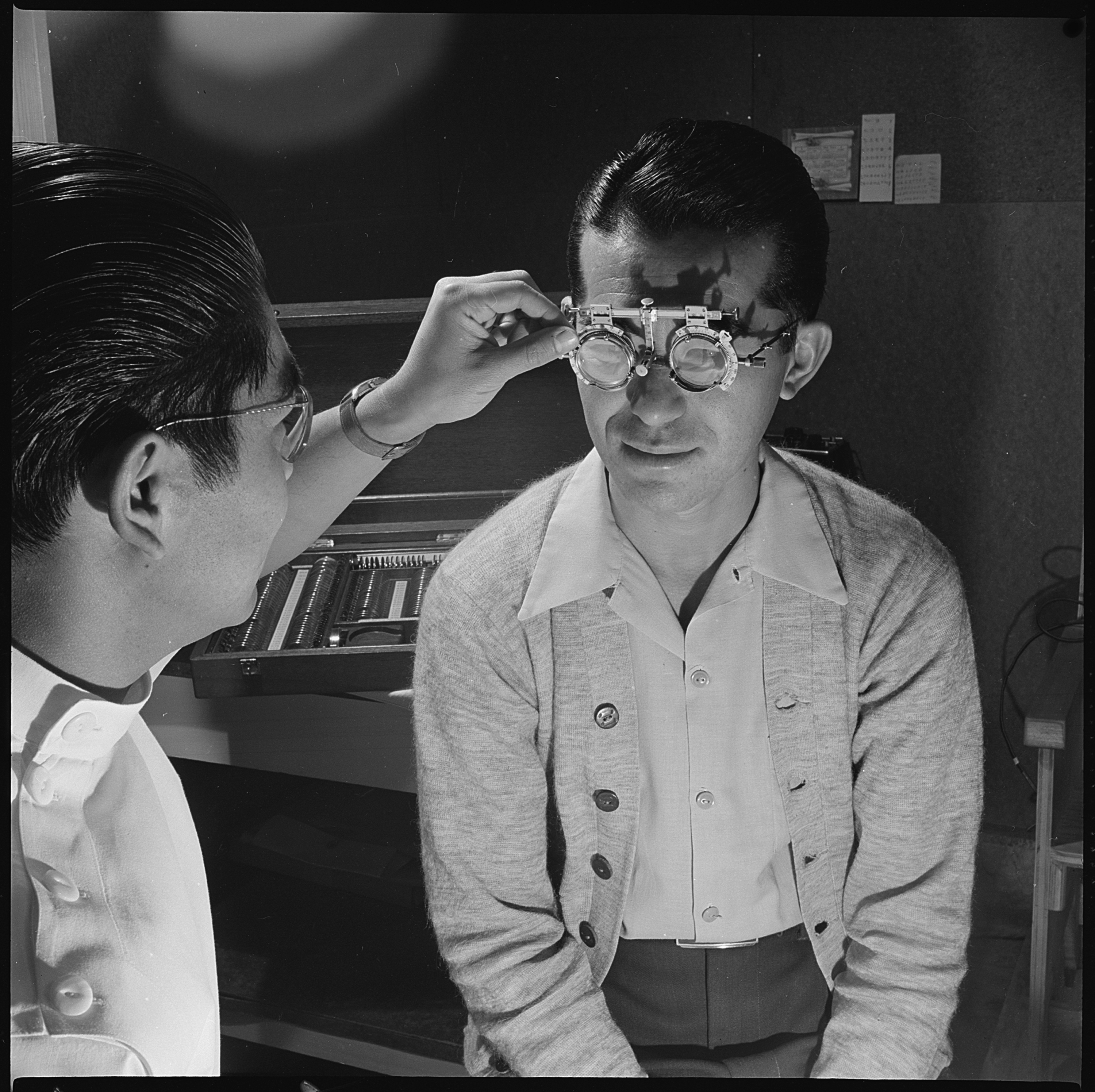
Relokační centrum Heart Mountain, Heart Mountain, Wyoming
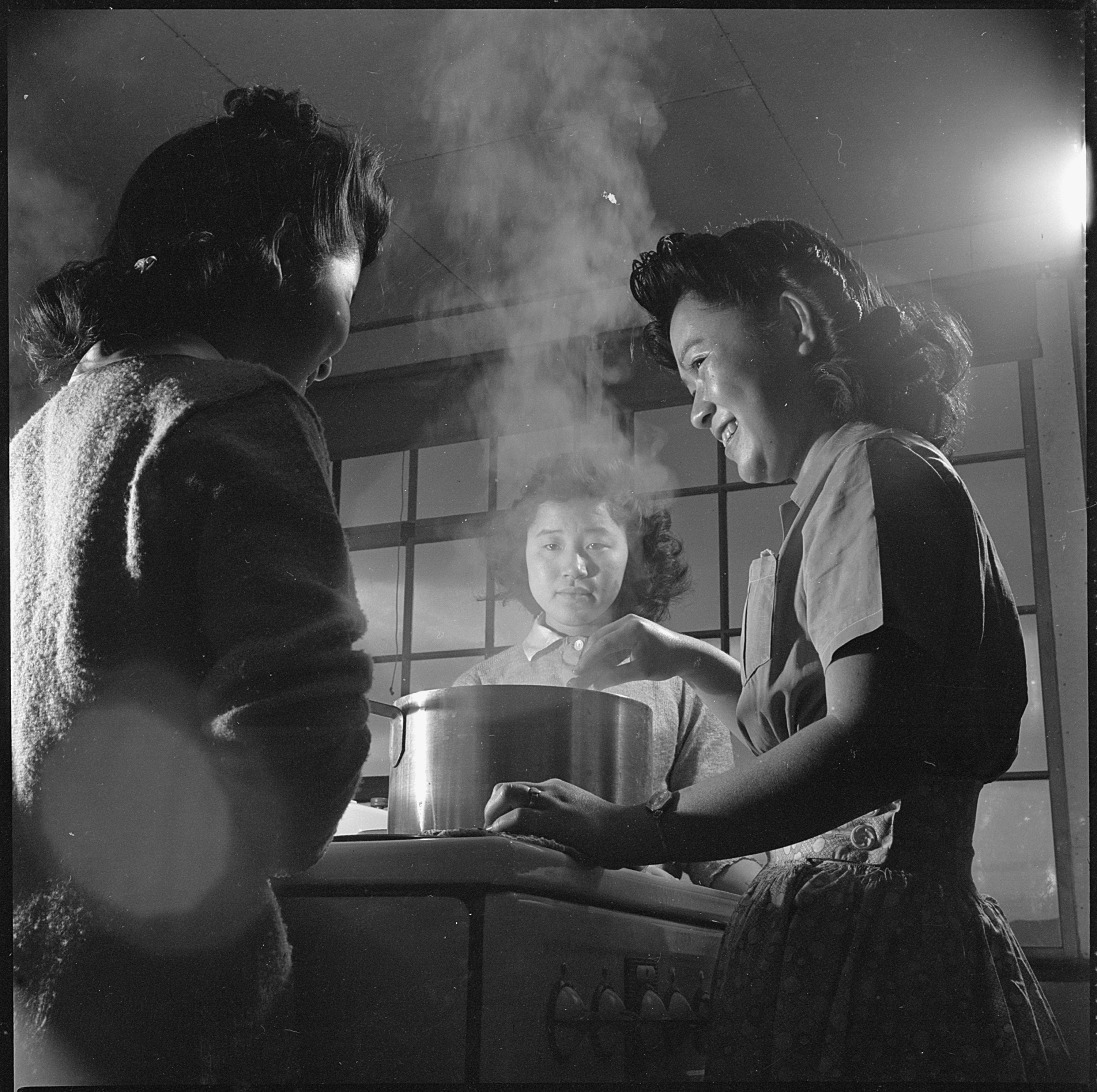
Relokační centrum Heart Mountain, Heart Mountain, Wyoming
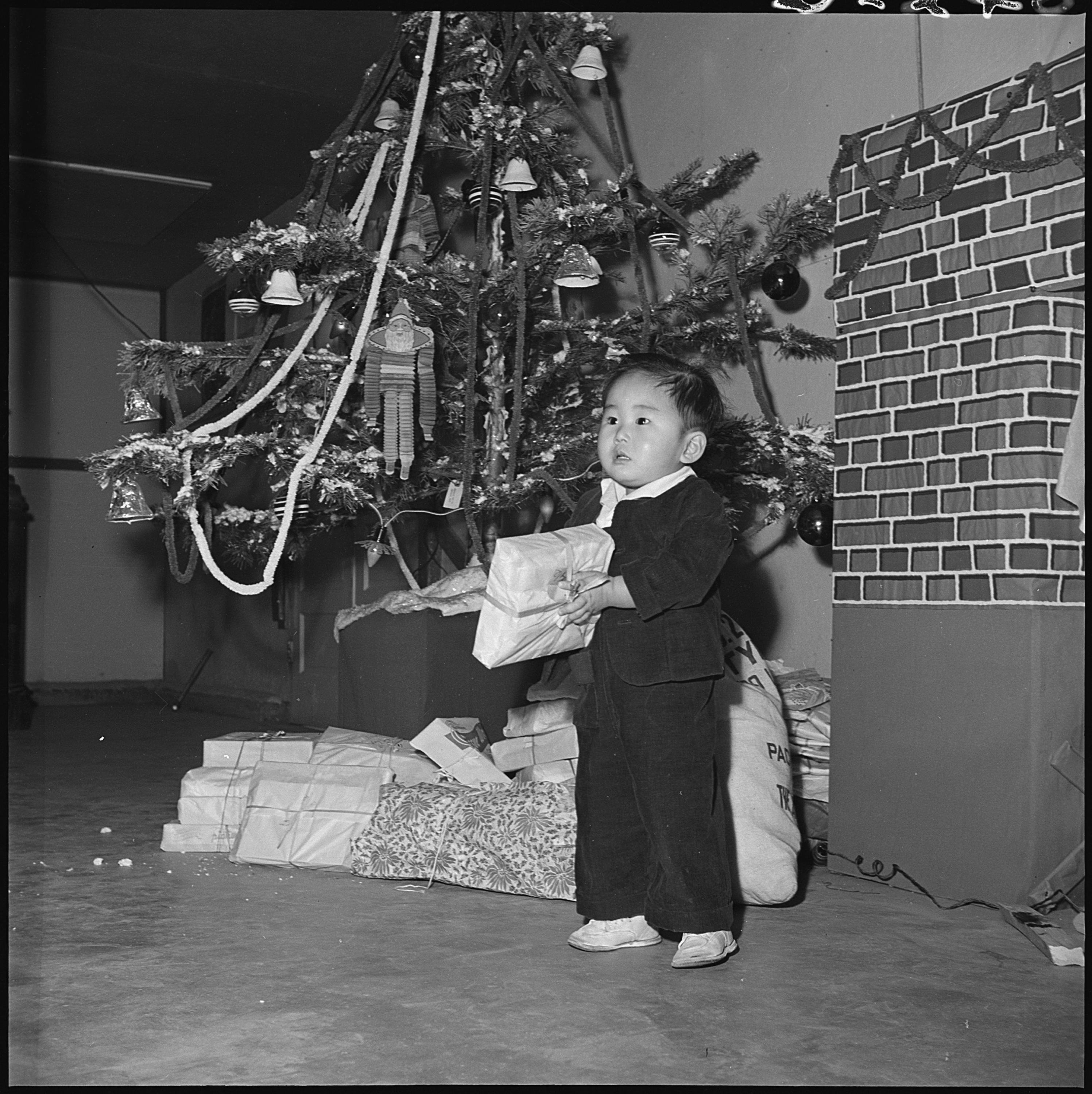
Granada
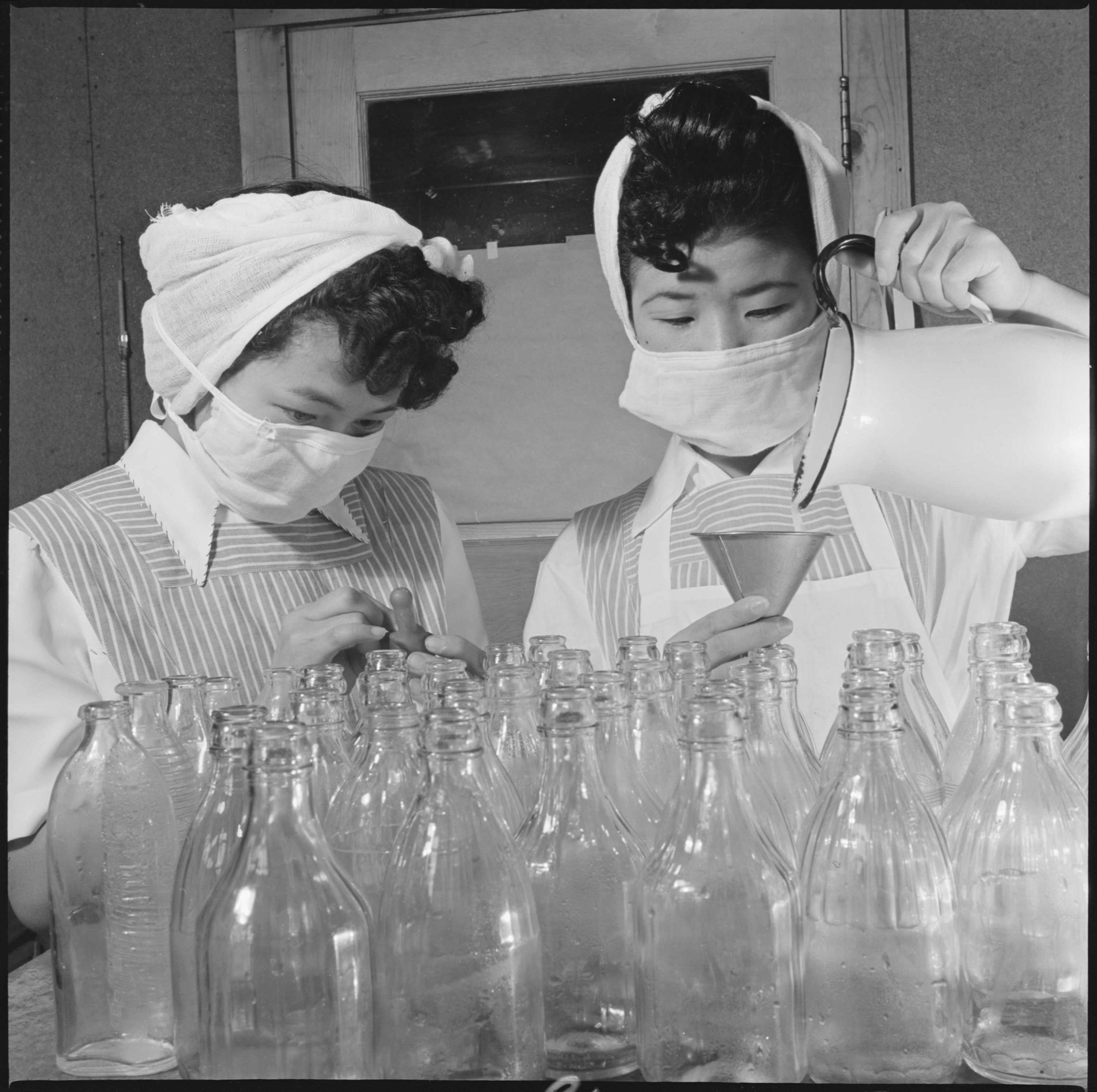
Relokační centrum Heart Mountain, Heart Mountain, Wyoming
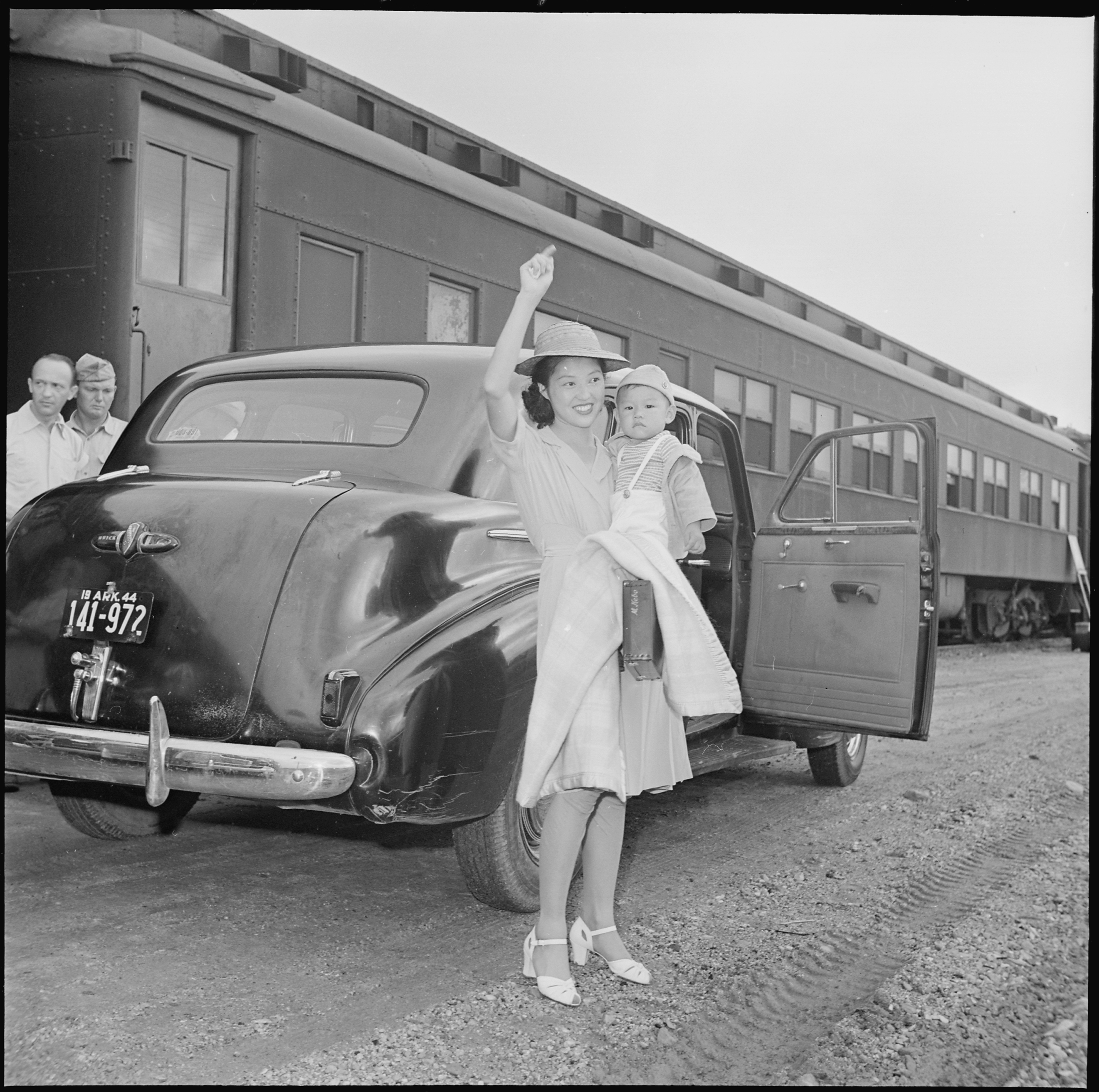
Zavírání relokačního centra Jerome, Denson, Arkansas
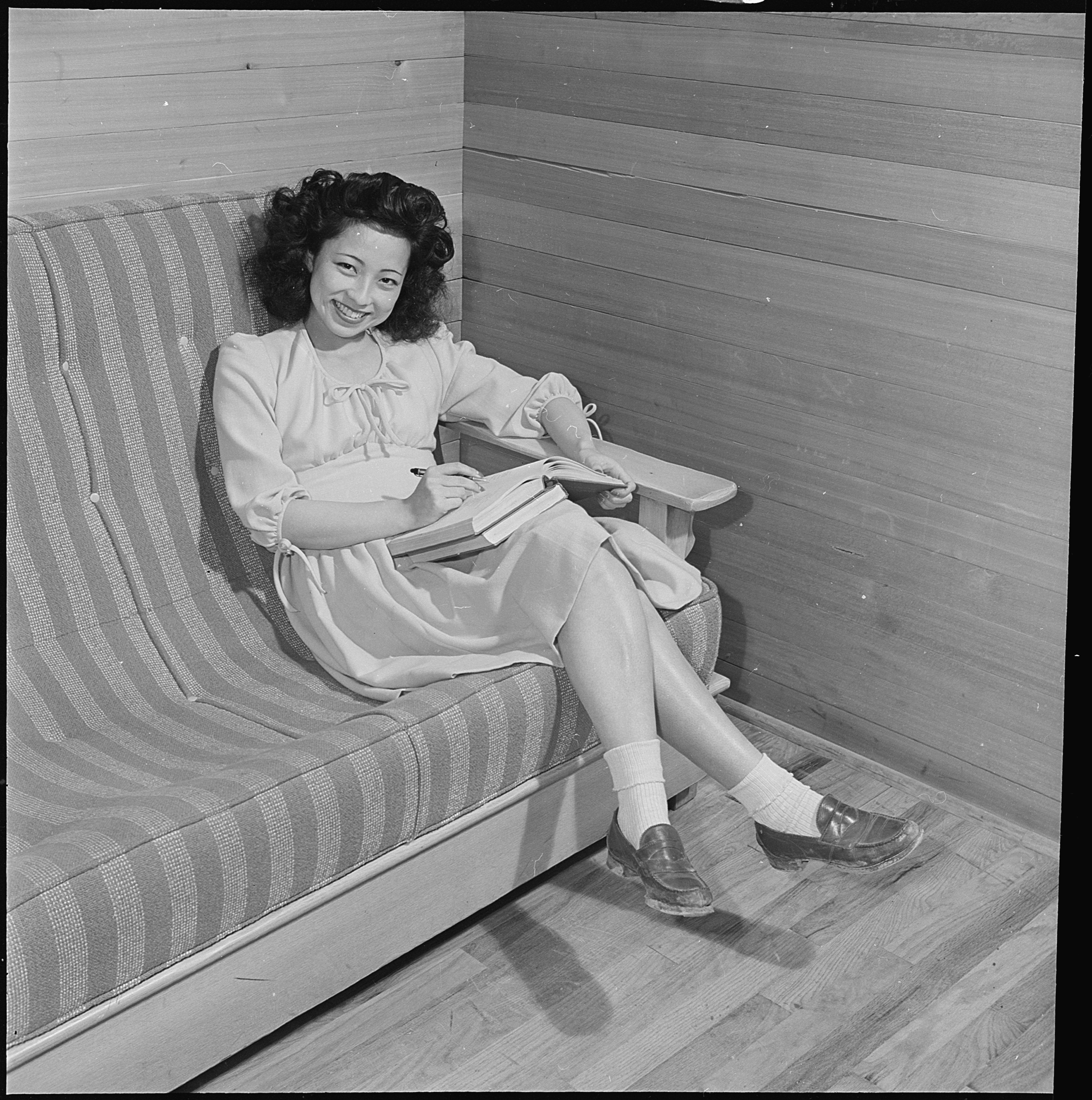
Relokační centrum Heart Mountain, Heart Mountain, Wyoming
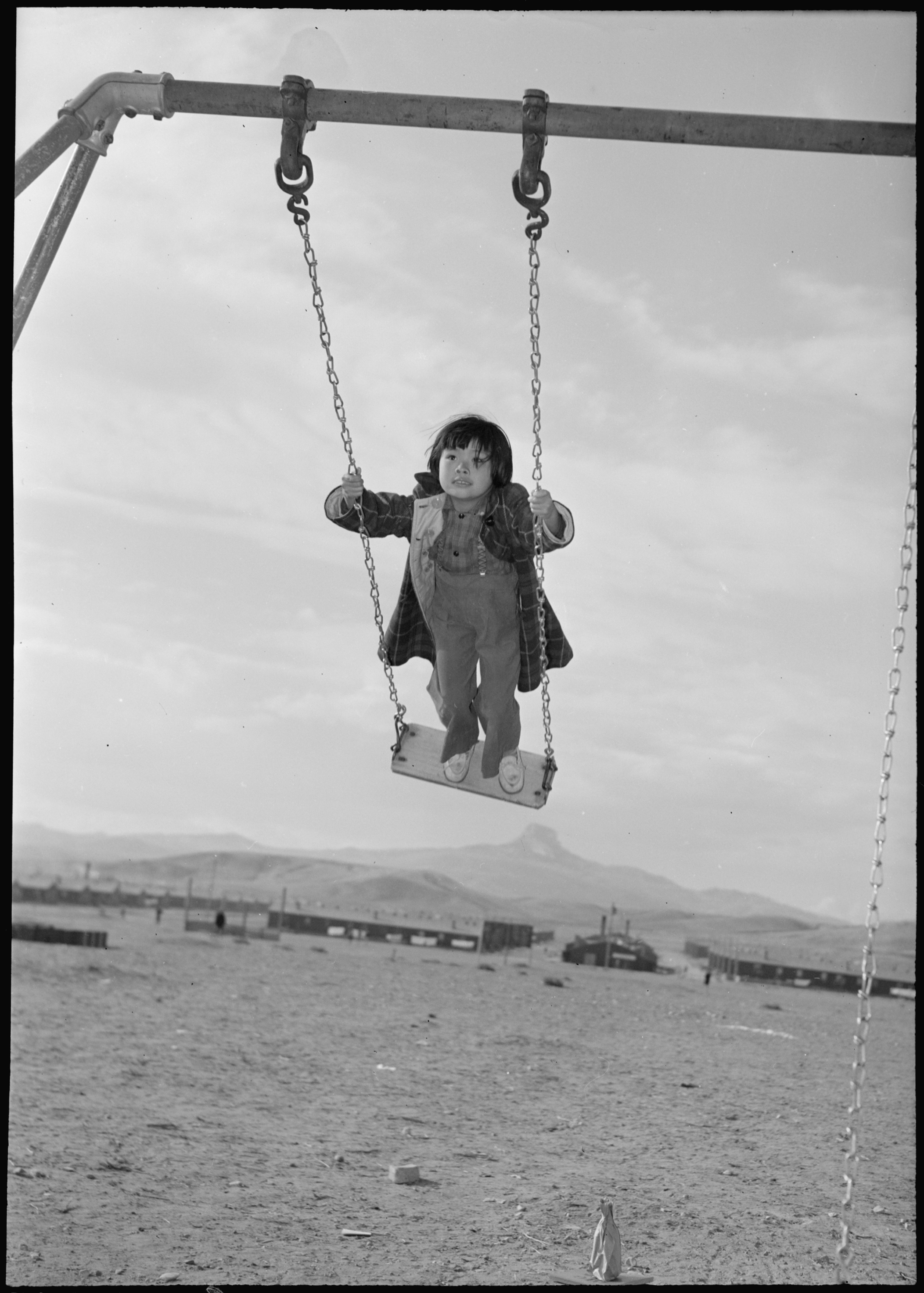
Relokační centrum Heart Mountain, Heart Mountain, Wyoming
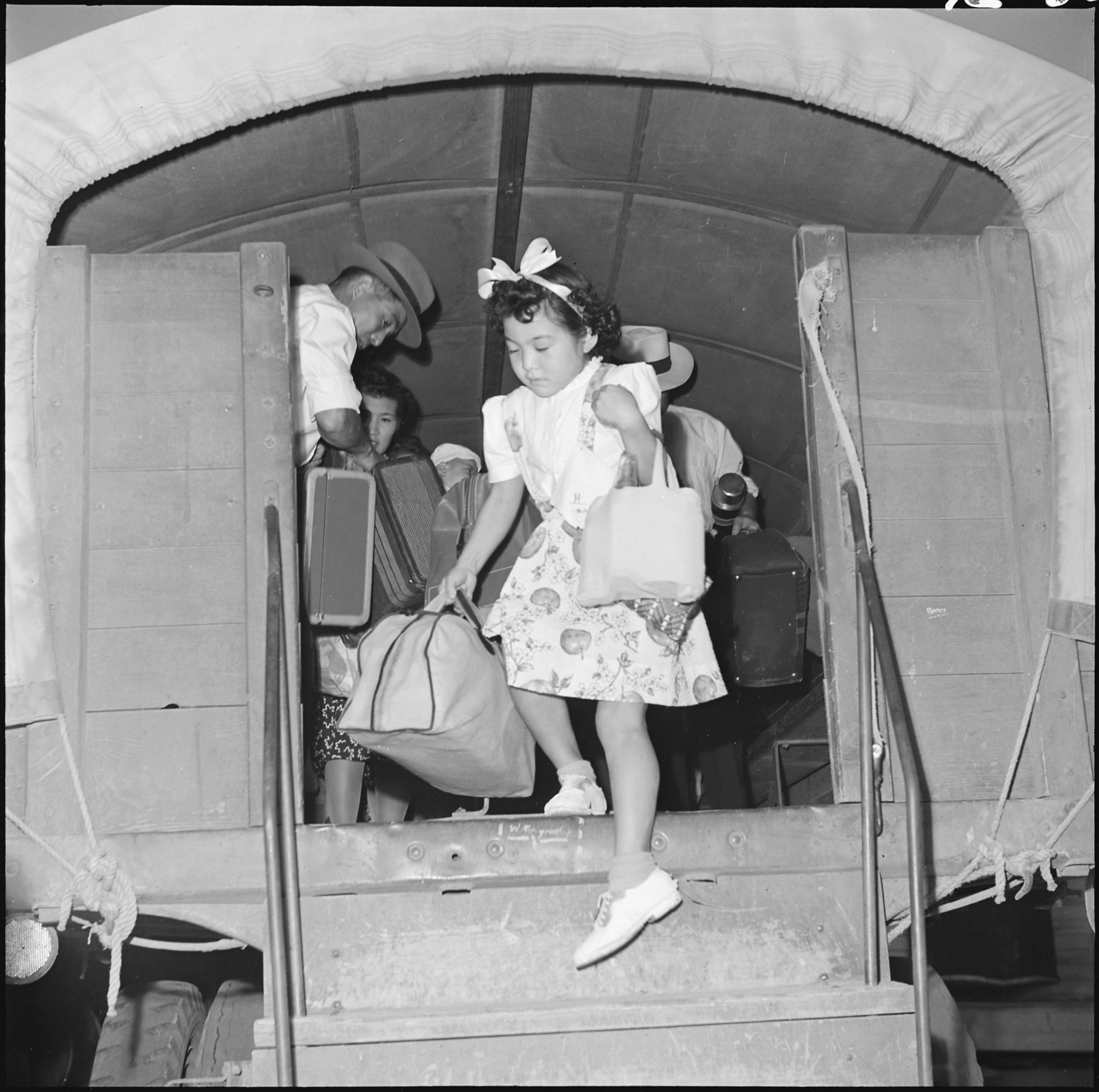
Relokační centrum Gila River, Rivers, Arizona
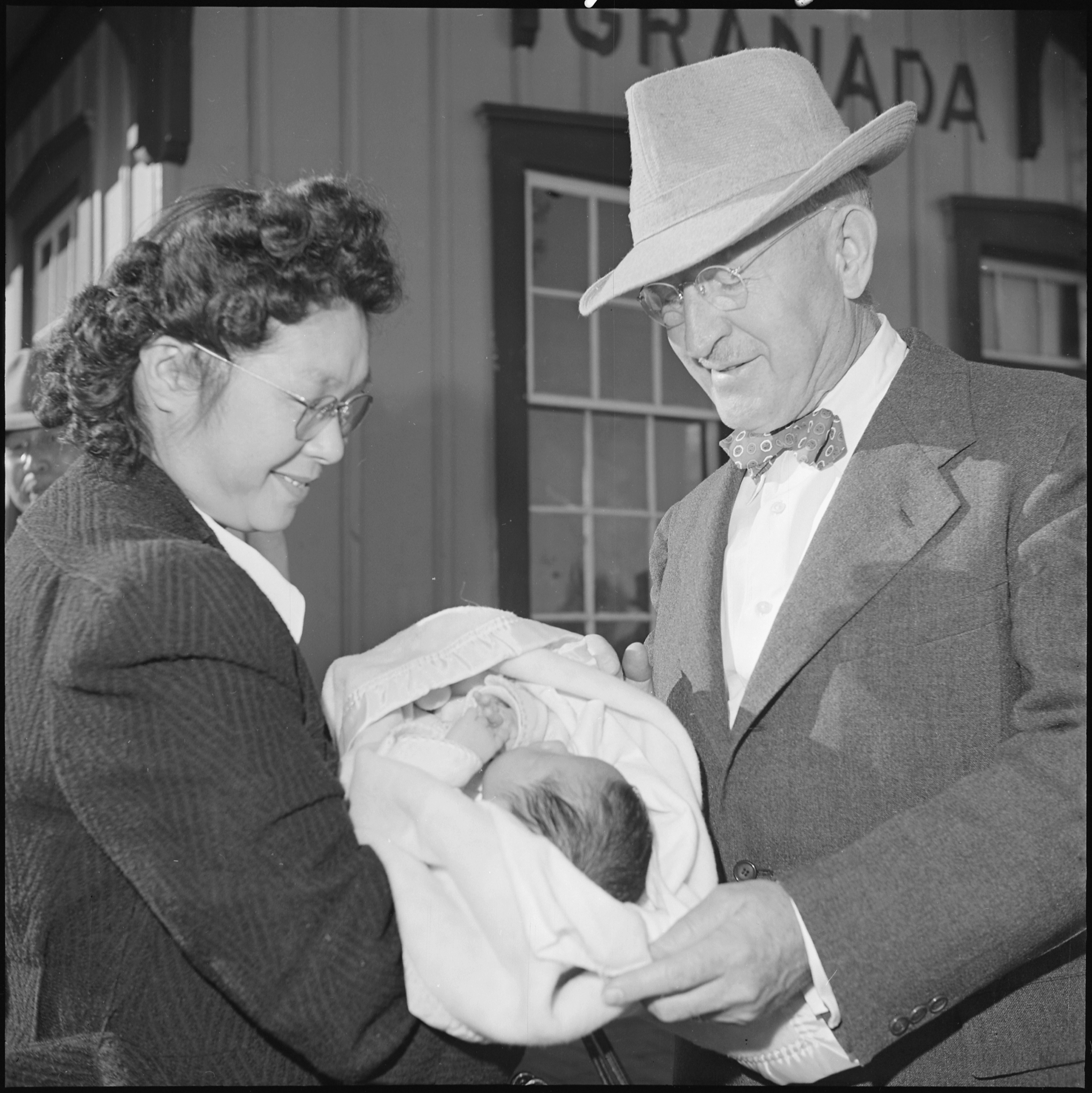
Relokační centrum Granada, Amache, Colorado. Nancy Oki, poslední miminko narozené v Amache
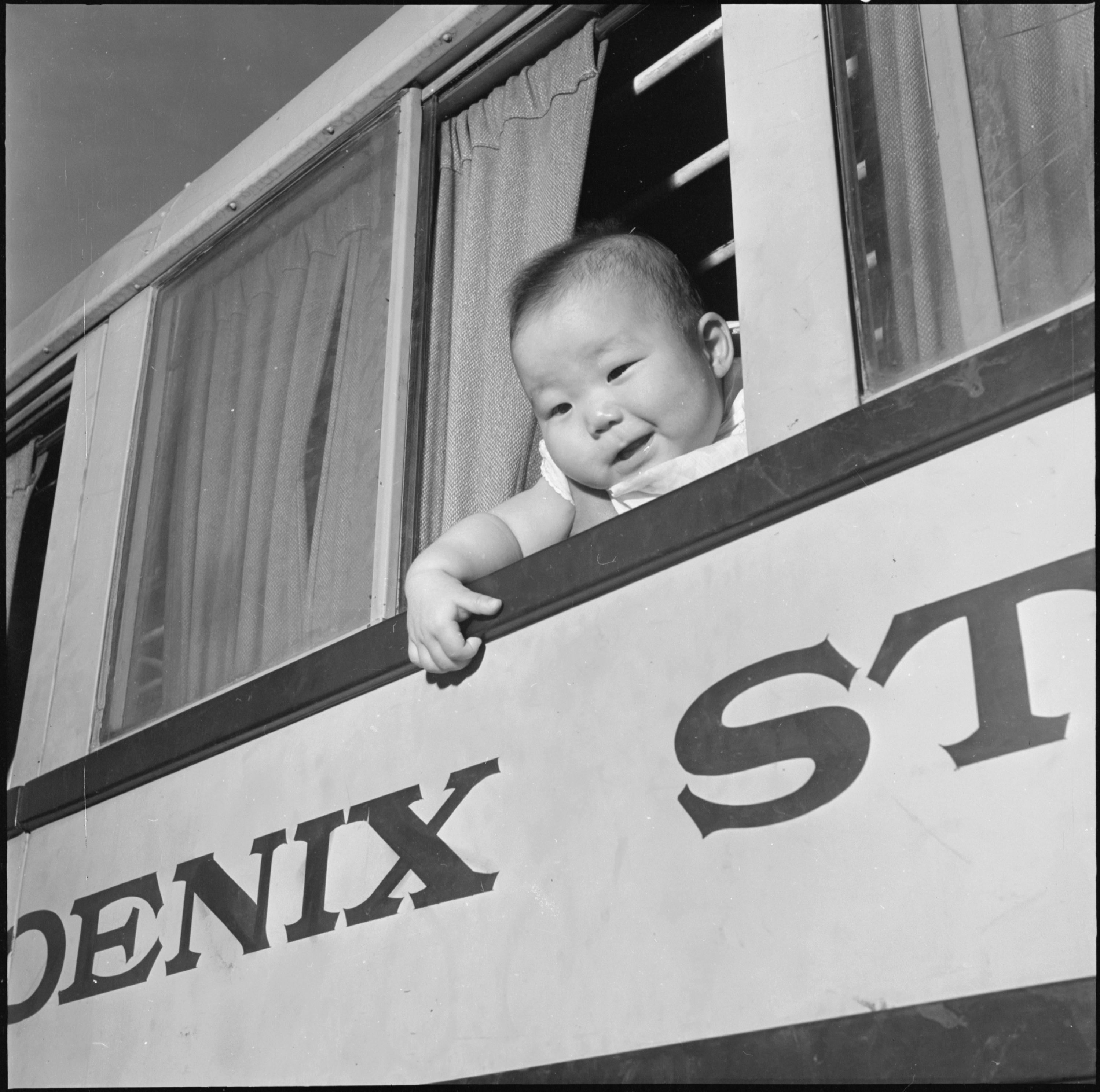
Relokační centrum Colorado River, Poston, Arizona
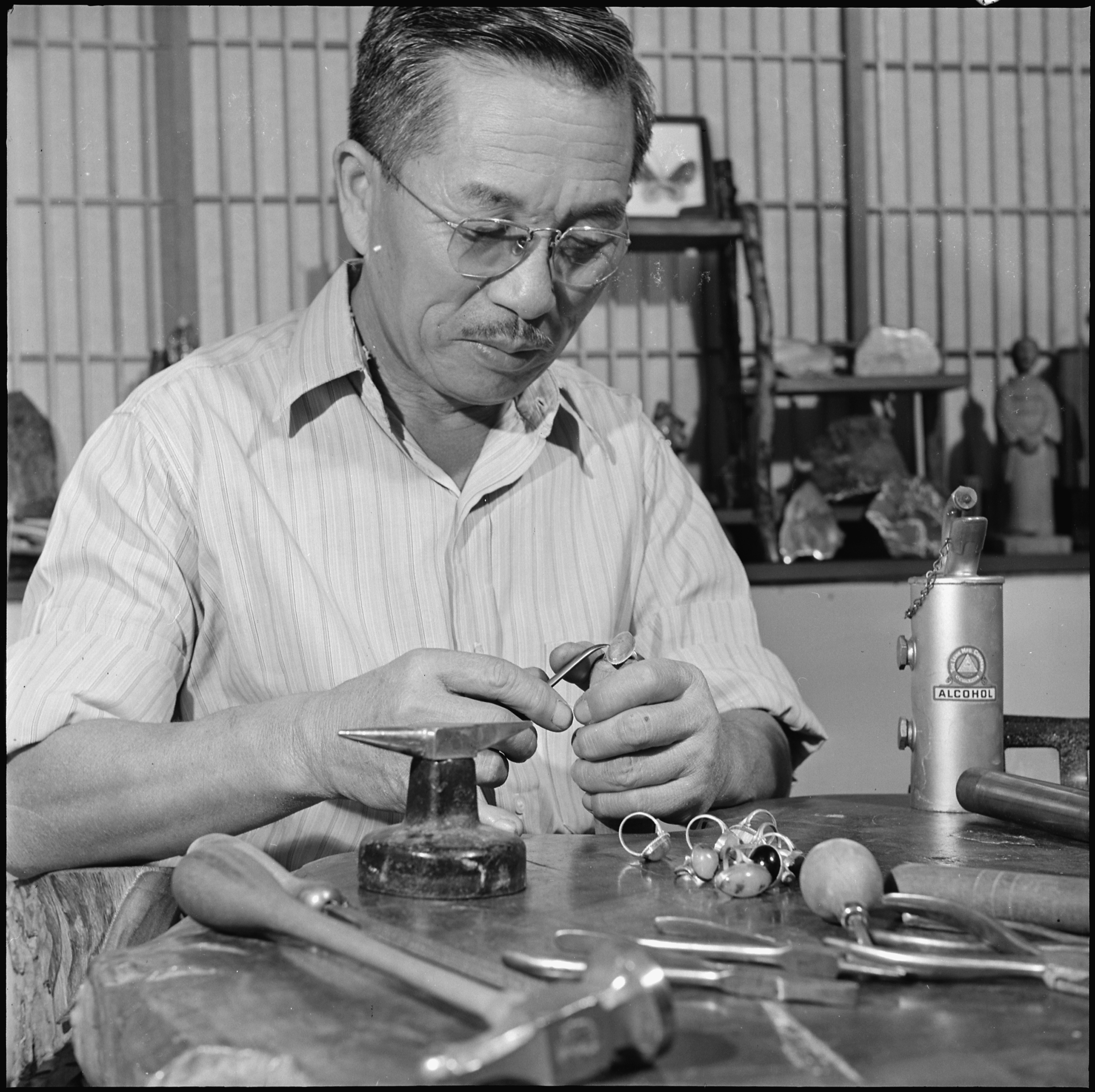
Pan Niseki vyrábí prsteny, Poston, Arizona